# Léon-Joseph Suenens
Léon-Joseph kardinál Suenens (16. července 1904 Ixelles – 6. května 1996 Brusel) byl belgický biskup (od 1945) a kardinál (od 1962), arcibiskup mechelensko-bruselský a metropolita belgický (1961–1979).
Byl jeden ze čtyř moderátorů Druhého vatikánského koncilu, kde patřil k vůdčím osobnostem dominujícího liberálního křídla. Mimo jiné se zasadil o vznik trvalého jáhenství a zavedení povinné nabídky rezignace církevních hodnostářů k 75. narozeninám.
Byl velkým stoupencem aggiornamenta, ekumenismu a charismatického hnutí a hlasitý kritik Římské kurie, prosazoval zdobrovolnění celibátu kněží. Publikoval řadu knih (o charismatickém hnutí, místě Panny Marie v církvi, úloze řeholnic, teologii apoštolátu, misionářství v církvi atd.), které byly přeloženy do desítek jazyků, včetně češtiny.
V roce 1976 obdržel Templetonovu cenu.

## Knihy
- - Česky vyšlo:
- Duchovní cesta (1993)
- Král Baudouin (1996)